# Bazilio Olara-Okello
Bazilio Olara-Okello (1929 – 9. ledna 1990 Chartúm) byl ugandský politik a ugandský prezident jen od 27. do 29. července 1985. Byl totiž svržen svým otcem Tito Okellem (* 1914). Následně odešel do exilu a to do Súdánu, kde v roce 1990 zemřel.
| Prezident Ugandy         | Prezident Ugandy                                           | Prezident Ugandy      |
| ------------------------ | ---------------------------------------------------------- | --------------------- |
| Předchůdce: Milton Obote | 27. července 1985 – 29. července 1985 Bazilio Olara-Okello | Nástupce: Tito Okello |